# Dichochrysa cognatella
Dichochrysa cognatella is een insect uit de familie van de gaasvliegen (Chrysopidae), die tot de orde netvleugeligen (Neuroptera) behoort. 
Dichochrysa cognatella is voor het eerst wetenschappelijk beschreven door Okamoto in 1914.